# Часниківська сільська рада
Часникі́вська сільська рада (рос. Чесноковский сельский совет) — сільське поселення у складі Кетовського району Курганської області Росії.
Адміністративний центр та єдиний населений пункт — село Часники.
Населення сільського поселення становить 532 особи (2017; 563 у 2010, 627 у 2002).